# آرینتئوس
فلاویوس آرینتئوس (یا آرینتائوس؛ متوفی' ۳۷۸ پس از میلاد) یک افسر ارتش رومی بود که کار خود را به عنوان یک افسر متوسط آغاز کرد و به مقامات ارشد سیاسی و نظامی رسید. او در خدمت امپراتورهای کنستانتیوس دوم، ژولیان، ژوویان و والنس بود. او در سال ۳۷۲ در کنار دومیتیوس مودستوس به عنوان کنسول منصوب شد.
او زیر نظر کنستانتیوس در طول لشکرکشی‌اش علیه آلمانی‌ها در سال ۳۵۴-۵ و در ۳۶۳ زیر نظر ژولیان در لشکرکشی‌اش به ایران، و زیر نظر والنس در جنگ‌های گوتیک، ۳۶۷-۹ و ارمنستان در ۳۷۰ خدمت کرد. او یکی از دسته‌های ارشد بود. افسرانی که ژویان را به تاج و تخت برگزیدند و احتمالاً نقشی مشابه در انتخاب والنتینیان داشتند. او در سال ۳۷۸ در حالی که به عنوان مجیستر پدیتوم یکی از دو مقام نظامی ارشد امپراتوری روم خدمت می کرد، درگذشت.

## اوایل زندگی
او احتمالاً از مردمان گوت بوده است، آرینتئوس کار خود را به عنوان یک افسر نظامی آغاز کرد. در ۳۵۴–۵۵، آرنتئوس به عنوان یک تریبون، یک افسر متوسط، در ریشیه خدمت کرد. او به یکی از لژیون‌هایی تعلق داشت که امپراتور کنستانتیوس دوم را در لشکرکشی علیه آلمانیان همراهی می‌کرد، جایی که آرنتئوس در کسب پیروزی در برابر دشمن در شرایط دشوار نقش مهمی داشت. در سال ۳۵۵ کنستانسیوس پسر عموی خود جولیان را به درجه سزار با اقتدار بر امپراتوری غربی ارتقا داد. در همین حال، آرینتئوس از طریق درجات بالا رفت، و تبدیل به یک مقام دادگاه غیرنظامی تحت کنستانتیوس شد. در سال ۳۶۰ ژولیان شورش کرد و خود را امپراتور اعلام کرد. کنستانسیوس در سال ۳۶۱ با بهره‌گیری از توقفی در جنگ جاری علیه امپراتوری ایران ، علیه ژولیان لشکرکشی کرد. آرنتئوس کنستانسیوس را همراهی کرد، اما اندکی پس از حرکت، امپراتور چهل و چهار ساله به دلایل طبیعی درگذشت و از جنگ داخلی جلوگیری شد.

## ارجاعات
1. ↑  N. J. E. Austin, Ammianus on Warfare: An Investigation Into Ammianus' Military Knowledge (Latomus, 1979), p. 35
2. ↑  Martindale & Jones, pg. 102
3. ↑  Ammianus Marcellinus, Res Gestae, Book XV, 4:10
4. ↑  Ammianus Marcellinus, Res Gestae XV.8.5–16
5. ↑  Ammianus Marcellinus, Res Gestae, Book XXV, 5:2
6. ↑  Lenski, pg. 14
7. ↑  Norwich 1990, p. 90.